# Exército Novo (Inglaterra)

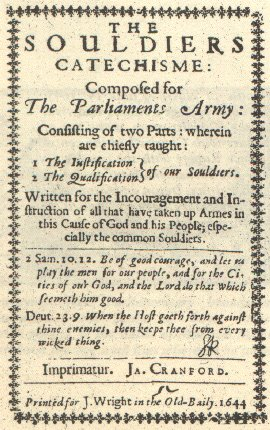
Catecismo do Soldado.

O Exército Novo ou Novo Exército Modelo (em língua inglesa "New Model Army") foi um exército da Grã-Bretanha formado ao tempo da Guerra civil inglesa.

## História
O Exército Novo  foi formado em 1645 pelos chamados Parlamentares, também conhecidos como Cabeças Redondas que faziam oposição a Carlos I de Inglaterra sendo dissolvido em 1660 após a Restauração. Era diferente dos demais exércitos à época, empregados durante a Guerras dos Três Reinos, uma vez que foi concebido como uma força responsável pelo serviço em todo o país, ao invés de estar circunscrito a uma única área ou guarnição. Como tal, era constituído por soldados em tempo integral, ao invés da milícia usual à época. Além disso, possuía militares de carreira, não tendo assento nem na Câmara dos Lordes nem  na Câmara dos Comuns do Reino Unido e, portanto, não eram ligados a nenhuma facção política ou religiosa, isto com o fim de encorajar a separação entre tais facções.

Com a ajuda do Novo Exército as forças militares do Parlamento se desenvolveram, de modo significativo. Após uma série de derrotas militares, o Parlamento centraliza o poder em Thomas Fairfax (1612-1671) e em Oliver Cromwell.  Fairlax havia sido treinado nos Países Baixos onde conheceu muitos dos futuros comandantes da Guerra Civil de ambos os lados do conflito. Em 1646, um ano após ter assumido o comando do Novo Exército, Fairlax conquista diversas posições no território a favor do Parlamento, forçando Carlos I de Inglaterra a se estabelecer em Oxford. Uma vez em Oxford, Carlos I de Inglaterra vacila e foge para Newark onde é capturado pelo exército escocês, pondo fim à Primeira Guerra Civil.

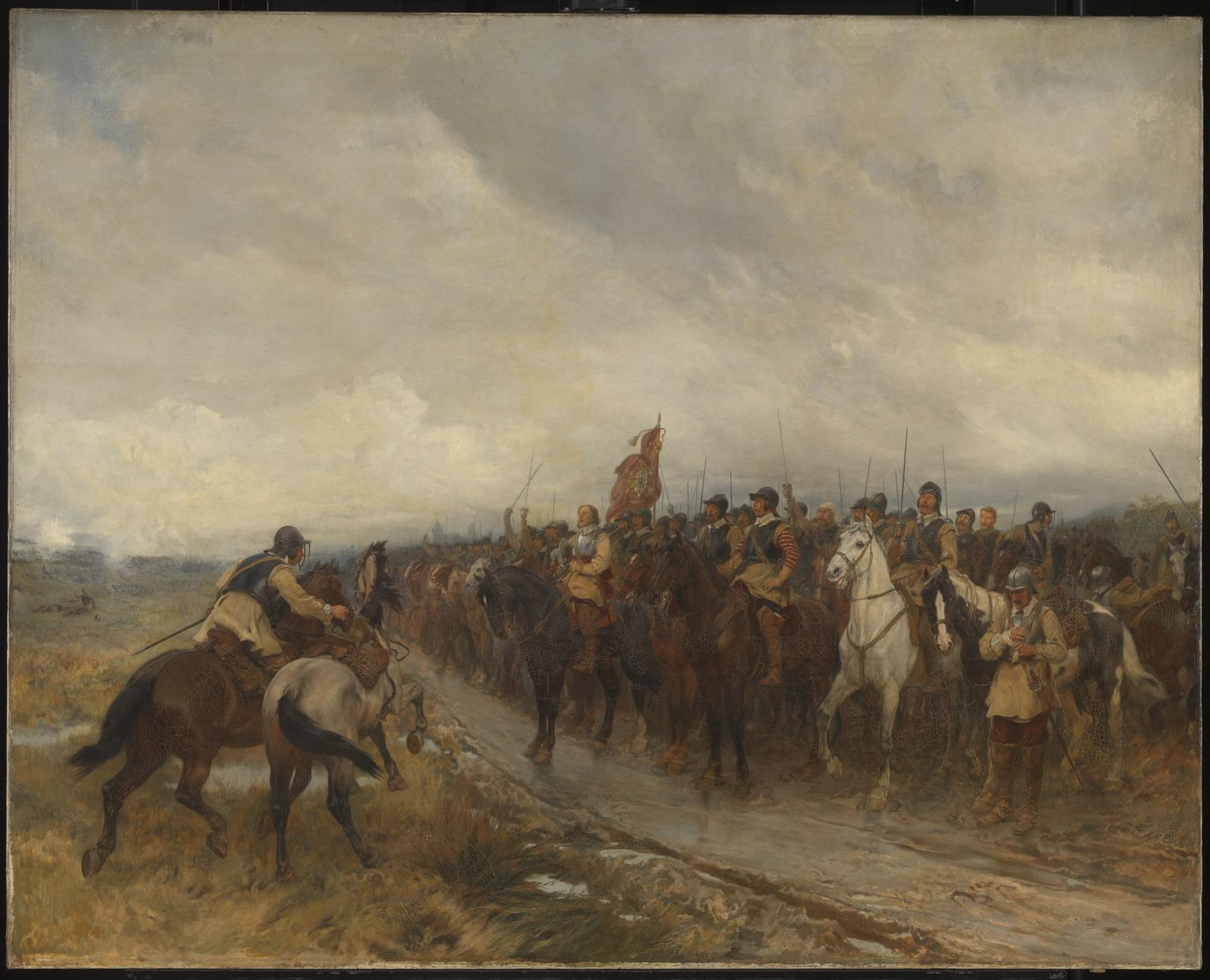
Cromwell em Dunbar by Andrew Carrick Gow

Oliver Cromwell remodelou o Exército e, a frente dele, venceu várias batalhas. Os soldados passaram a ser promovidos com base na competência e não mais pelo nascimento em uma família de prestigio. Ou seja, o critério de nascimento foi substituído pelo de merecimento, esse novo Exército (New Model Army) venceu o Exército do rei na Batalha de Naseby (1645), que pôs fim à luta. O Rei Carlos Ι foi condenado à morte e executado. A república foi proclamada e Oliver Cromwell assumiu o governo do seu país.

## Estabelecimento e caráter

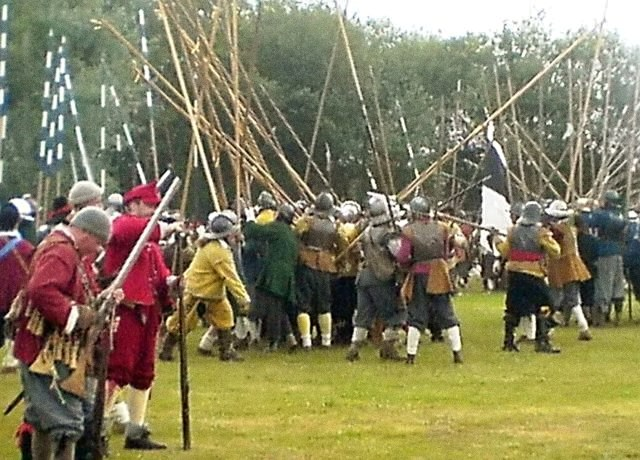
Recriação histórica de uma batalha da Primeira Guerra Civil Inglesa.

A estrutura do Novo Exército consistia de 11 regimentos de cavalaria, cada um com 600 soldados, 12 regimentos de infantaria com 1.200 homens cada e uma força adicional de 1.000 dragões, ou seja, infantaria montada. A cavalaria, mais simples de mobilizar, era composta majoritariamente por combatentes experientes provenientes das tropas de Manchester, do conde de Essex e de Sir William Waller. Já a infantaria mesclava alguns veteranos, mas era formada, em sua maioria, por recrutas forçados oriundos de Londres, do leste e do sudeste inglês.  A responsabilidade pela estruturação e pelo treinamento eficaz do exército coube a Fairfax, e não a Cromwell, embora este último, contrariando o decreto, tenha assumido a liderança da cavalaria pouco antes da decisiva vitória em Naseby, em 14 de junho de 1645. Após essa batalha, o exército concentrou-se sobretudo em cercos, mas adquiriu tamanha influência política que chegou a sobrepor-se ao próprio Parlamento. 